# Tarim

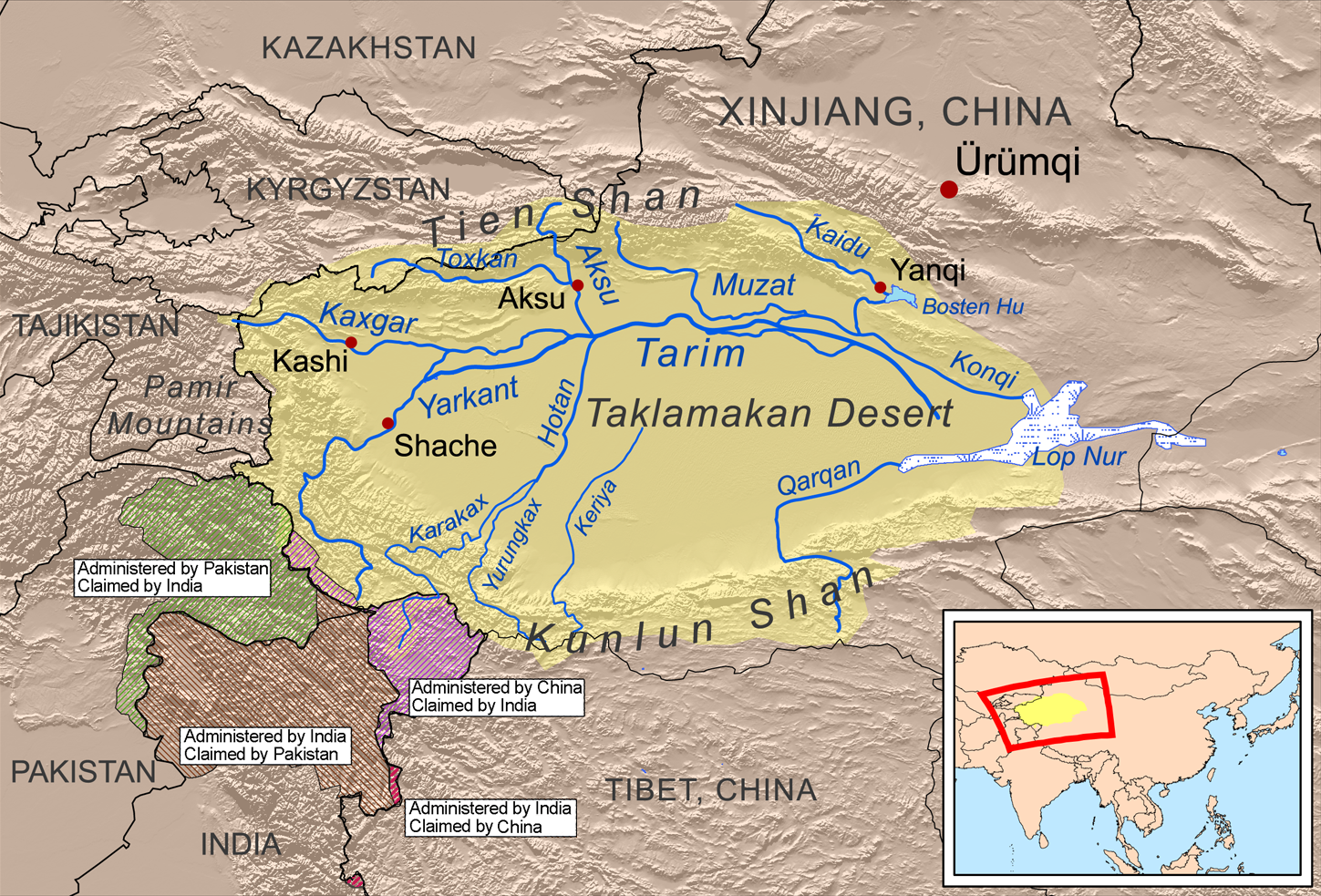
Tarim med biflöden och avrinningsområde (gult)

Tarim är en 2 140 km lång endorheisk flod i Tarimbäckenet i Xinjiang, i västra Kina. Den bildas där huvudfåran Yarkandfloden förenar sig med den norrifrån kommande Aksufloden. Cirka 30 kilometer nedstöms ansluter den vanligtvis torrlagda  Khotanfloden. Tamir rinner österut och genom öknen Taklamakan mot Lop Nor, men flödet minskas genom avdunstning, utflöde i öknen och bevattning, så i princip upphör floden innan den uttorkade sjön Lop Nor nås. Biflöden som ansluter på vägen är Muzat och Kaidu. Tarims avrinningsområde är 198 000 km² stort. Flodens källflöden rinner upp i Tienshan, Pamir och Kunlun Shan.
Tarim utforskades av Sven Hedin på hans resor i början av 1900-talet.